# Çatalhöyük
Çatalhöyük (andre stavemåder er Çatal Höyük og Çatal Hüyük eller uden diakritiske tegn Catal Huyuk) er en høj på den anatolske højslette med resterne af en af verdens første byer. Området ligger sydøst for byen Konya. Çatalhöyük har været beboet i den yngre stenalder (midt i den neolitiske revolution ved overgangen mellem en jæger-samler kultur til en fastboende landbrugskultur). Der er dyrket for eksempel hvede og holdt tamfår og tamgeder, men der har stadig været jagt på blandt andet urokser.
Çatalhöyük er det hidtil største neolitiske fundsted i verden, og det har frembragt spor efter et ekstraordinært rigt symbolsk liv i form af vægmalerier, relieffer, skulpturer og statuetter; derfor et godt eksempel på den neo-darwinistiske teori om symbolsk revolution. Byen har også haft et højt teknologisk niveau med fremstilling af vævning, keramik og redskaber af obsidian.

## Geografi
Çatalhöyük (af tyrkisk çatal = "gaffel" og höyük = "høj") ligger lidt syd for den nutidige landsby Kücükköy, omkring 60 km sydøst for storbyen Konya. Den nærmeste større by, stationsbyen Çumra, ligger 17 km derfra. Højen er ikke naturlig, men skabt ved, at der i løbet af den tusindårige bosættelse er bygget nye huse oven på de gamle. Højen skiller sig tydeligt ud fra den flade slette, og den består egentlig af to høje ved siden af hinanden: Den østlige høj er den største, ældste og mest berømte, mens den mindre vestlige høj, Küçük Höyük ("lille høj"), er en bosættelse fra en yngre tid — kobberalderen. Arkæologerne anslår, at byen har haft fra 3.000 til 8.000 indbyggere, og op til 2.000 huse.
Konyas højslette er den udtørrede søbund fra en stor pleistocæn sø. Den ligger lidt over 1.000 meter over nutidens havoverflade. Floderne, der førte vand til datidens sø, dannede vifteformede deltaer, og Çatalhöyük lå på den største af disse, ved floden Çarşamba, der oprindeligt løb mellem de to høje, og forsynede indbyggerne med ferskvand i det tørre klima.

## Udgravninger
Çatalhöyük har været kendt af lokale som et sted, der blev brugt til udflugt og græsning, men samtidig også et sted, der var knyttet et vis overtro til.
Det var dog først i 1958, at arkæologer opdagede stedet. Det skete den 10. november, da de tre britiske forskere David French, Alan Hall og den 33-årige James Mellaart fra Britisk Arkæologisk Institut i Ankara bemærkede højen under en "jagt" på tidlige bosættelser på Konyas højslette. Allerede samme dag gjorde de tre fund af keramik og obsidian, og det blev klart for dem, at højen var et kæmpestort stenalderfund. Mellaart var i gang med en anden udgravning ved Hacilar, og det var først i 1961, at han vendte tilbage, nu sammen med sin kone (der bl.a. virkede som fotograf) og et hold tyrkiske arbejdsmænd. De begyndte store udgravninger, der afslørede 13 lag med bebyggelse, dateret til mellem 6000 og 5500 f.Kr. Feltet dækkede 13 hektar, og var dermed omkring ti gange større end andre bopladser fra perioden. Mellaart anslog, at stedet kunne have haft optil 8.000 indbyggere. Mere end 150 bygninger blev undersøgt. Mellaart tolkede de små kvindefigurer som en modergudinde. Nogle af vægmalerierne mente han, kunne være tidlige prototyper for moderne tyrkiske tæppemønstre. 
Stedet viste sig at være enestående, og det er blevet en af verdens mest berømte udgravninger. Mellaart kom dog i dårligt lys hos de tyrkiske myndigheder pga. den såkaldte "Dorak-affære".  Ifølge Mellaart havde en ung kvinde bedt ham om at vurdere nogle "antikviteter", der øjensynligt var fundet i fire grave ved landsbyen Dorak i det nordlige Tyrkiet. Mellaart tegnede nogle skitser af det interessante fund, der blev offentliggjort i Illustrated London News i 1959, hvilket tiltrak de tyrkiske myndigheders opmærksomhed. Mellaart blev mistænkt for illegal antikvitetshandel og smugleri; og da man forgæves eftersøgte skatten og den unge kvinde, fik de tyrkiske myndigheder nok. Mellaarts udgravninger blev derfor standset i 1965.
Først næsten 30 år senere, i 1993, genoptog et nyt hold arkæologer udgravningerne, denne gang i tæt samarbejde med tyrkiske myndigheder. Internationale udgravninger under ledelse af arkæologen Ian Hodder fortsætter nu hver sommer, og nye oplysninger kommer frem. De nye udgravninger anvender såkaldt mikromorfologi, hvor arkæologerne bruger mikroskoper til at flest mest mulige informationer. Hodders hold går ganske tålmodig til værks, og mens Mellaarts hold udgravede mere end 200 bygninger, udgravede Hodders hold i løbet af de første par år kun en eller to bygninger hvert år. I 2006-sæsonen deltog 230 i denne internationale og tværvidenskabelige udgravning, der er en af verdens største. For at finansiere den store udgravning, har Ian Hodder i vidt omfang benyttet sig af firmasponsorater fra så forskellige firmaer som Boeing, Fiat, British Airways og Shell. Det arkæologiske hold har også i høj grad involveret den lokale befolkning.
Et dansk islæt under James Mellaarts udgravning var palæobotanisten Hans Helbæk fra Nationalmuseet.
Helbæk bestemte store mængder domesticeret hvede (emmer og enkorn), byg og ærter.

### Datering og størrelse
Kilderne nævner forskellige årstal for bosættelsen. Lagene, som blev undersøgt under Mellaart, er fra tiden omkring 6250 f.Kr. til 5400 f.Kr,, mens Ian Hodder angiver bosættelsen til at vare omkring 1.400 år (fra 7400 f.Kr. og 6000 f.Kr) gennem 18 arkæologiske lag. Et af de nyeste arbejder angiver tidsrummet fra ca. 7400 f.Kr. til 5600 f.Kr.
Også angivelse af størrelsen af Çatalhöyük varierer noget. De spænder fra 32 acres over 13,5 ha til 20 ha.
Det siger noget om Çatalhöyüks enorme størrelse, at kun fem procent af den er afdækket på trods af, at der i 2007 har været udgravning i sammenlagt 15 år.

## Bygninger og kulturgenstande
Grøfter gravet til bunden af den østlige høj afslørede en lille boplads, der opstod lige ved et vådområde omkring 7400 f.Kr. Dyreknogler og frø afslørede, at befolkningen var bønder, der supplerede kosten med fisk og vildt. Denne landsby blomstrede takket være frugtbart land, rigeligt vand, og jordbrug kombineret med husdyrhold. Den første tid boede der kun et par hundrede mennesker på "Gaffelhøjen"; men da kvæghold blev vigtigere, voksede befolkningen til mellem 3.500 og 8.000, og Mellaarts lille by af tætpakkede huse voksede frem. En kilde til velstand var de nærliggende vulkanske lavastrømme, man nemt kunne hugge obsidian ud fra i små blokke, der blev båret hjem og forarbejdet til knive, pile- og spydspidser. Handelen med obsidian strakte sig til Syria og endnu længere.  Nogle stykker vulkansk glas er pudset så fladt og glat, at arkæologerne mener, at de har været brugt som spejle, hvilket gør Çatalhöyük til verdens første "spejlfabrikant". Også flint er brugt: Der er fundet to flinteknive med skæfte af udskåret ben. Desuden er der i Çatalhöyük fundet de første tekstiler, træskåle, perler lavet af sten, ben og ler, samt kurve og nogle mytiske lerkugler, der kun er fundet i de ældste lag, og som måske har været brugt i madlavningen.
Højen Çatalhöyük er opstået ved, at beboerne gennem flere århundreder har bygget nye huse oven på gamle, så der nu findes op til 17 meter arkæologiske lag. Husene har stået så tæt op ad hinanden, at der ikke har været passage mellem dem. Der er heller ikke fundet døråbninger i husene, så arkæologerne forestiller sig, at indgangen til husene har været gennem taget via en stige, og at byens "trafik" er foregået hen over de flade hustage. Foruden indgang har hullet i loftet fungeret som udluftning for ovn og ildsted og været den eneste åbning med lysindfald. Nutidige beboelser, der ligner Çatalhöyük, er for eksempel de nordamerikanske indianeres pueblo (f.eks. Taos Pueblo) og dogonfolkets bosættelser i Mali.
Mellem husene har der nogle steder været åbne pladser. De har fungeret som kollektive affaldspladser — køkkenmøddinger. De har en større andel af dyre- og plantemateriale, samt lervarer, statuetter (uægte), perler og lerkugler. Nogle fund er tolket som menneskelig afføring; køkkenmøddingen har altså været brugt som toilet. Afføringen og rådnende organisk materiale i den tætbebyggede by må have udgjort en sundhedsrisiko og skabt en vældig stank.

### Husenes indretning
Husene er hovedsageligt lavet af mudder, med undtagelse af taget, der har haft bærende træbjælker. Arkæologerne regner med, at et hus har haft en levetid på 70 år. Hvert år har det været nødvendigt at give husene et nyt lag mudder. Foruden ovnen og tagåbningen, der har været i "køkkenregionen" ved sydvæggen, har der typisk været en en lille døråbning til et mindre rum, der har været brugt som lager. Totalt har et hus været på omkring 23 m², men de har varieret mellem 11 og 48 m². Der har kun været én etage. I hovedrummet har der sædvanligvis foruden ovn og ildsted også været bænke, lave platforme og beholdere/siloer.
Hver bygning har nok huset mellem 5 og 10 personer,  men der er intet hus, der har haft mere end 8 sovepladser.
Korn og linser blev opbevaret i flettede kurve og murede kornbinger i et spisekammer. Kornbingerne ser ud til at have været hjemsøgt af mus, og der er da heller ikke fundet spor efter katte. I det største værelse fandtes noget, der minder om et alter. I nogle hjem var alteret dekoreret med hovedskaller af vilde okser muret ind i væggen. Hornene blev malet okerrøde i kontrast mod den hvidkalkede væg. Den røde farve blev også benyttet til vægmalerier af gribbe, urokser og leoparder; og til at afsætte håndaftryk på væggen.  Hovedskaller af døde slægtninge lå fremme i dette rum, mens skeletterne blev begravet under gulvet. Ovenpå gravene blev der rejst små podier, der måske blev benyttet som senge. Vægge, gulv og forhøjninger blev jævnligt smurt med ler og hvidkalket. Den hvide farve gjorde, at værelserne har virket ret lyse, selv om solen kun skinnede ind gennem den lille tagluge. Der måtte hvidkalkes hyppigt pga. al røgen og soden fra ovnene. En gang omkring hvert 100. år rejste familien et nyt hus på resterne af det gamle. Det nye var næsten altid identisk, med vægge og skillevægge placeret på nøjagtigt samme sted som i det underliggende hus. Sådan holdt de det gående i omkring 1.000 år, mere end 30 generationer. 
Opsigtsvækkende er det, at der var døde gravlagt under gulvet i mange af beboelseshusene. I et gennemsnitligt beboelseshus var der foretaget mellem 5 og 8 begravelser. Iblandt var den dødes hoved fjernet, ansigtet gipset over, og hovedet udstillet hjemme hos de følgende generationer. Nogle huse har aldrig været beboet, og var åbenbart beregnet til de døde. I et af "dødehusene" var 62 personer blevet begravet i løbet af en fyrreårsperiode. Disse huse var udsmykket med kranier af vilde tyre og lermodeller af tyrehoveder; dertil vægmalerier af tyre, rovfugle og hovedløse mennesker. Iblandt har folk gravet tyrekranier op igen; der var også en praksis med at lægge tænder fra tidligere begravelser i de nyere. 
Hodder kalder disse få ubeboede huse "historiehuse", ud fra en tanke om, at det drejer sig om bygninger, hvor man kom i forbindelse med sine forfædre og deres historie. Forbindelsen blev opretholdt ved at bo sammen med og over de afdøde, og ved genbrug af deres hovedskaller. Forfædrene — både menneskelige og dyr — beskyttede de døde, husene og deres beboere. 
Der er fundet helt op til 68 mennesker begravet i et hus. En tilsvarende praksis er også set i det 20. århundrede på den polynesiske ø Tikopia.
Cirka en tredjedel af husene synes at have været mere dekoreret end resten, med blandt andet skulpturer af tyrehoveder. Disse rum blev af Mellaart fortolket som shrines — helligdomme/hellig-huse. Mellaarts hold nåede kun at udgrave et lille område i den sydvestlige del af højen, og på grund af de mange hellig-huse, der blev fundet i det område, mente Mellaart, at det var tale om et præstekvarter. Ian Hodders hold har gravet flere forskellige steder på den store høj, og har også fundet hellig-huse andre steder. Der er derfor nok ikke tale om, at det sydvestlige hjørne er et specielt præstekvarter. En anden revision af Mellaarts fortolkning bygger på selve opdelingen af hellig-huse og "almindelige" huse. Nye analyser tyder på, at der ikke har været en skarp skillelinje mellem de to former. Ydermere har mikromorfologiske analyser antydet, at der har foregået huslige aktiviteter i nogle af de såkaldte hellig-huse. Så helt hellige har de nok ikke været.

### Kulturgenstande og udsmykning
Çatalhöyük er kendt for de store mængder udsmykning og kulturgenstande.
Der findes mange vægmalerier, og Çatalhöyük er beskrevet som det første sted med vægmalerier på konstruerede vægge (Malerierne i Lascaux-hulerne er hulemalerier). Çatalhöyüks rekord blev dog slået i 2007, da franske arkæologer fandt vægmalerier fra omkring 9000 f.Kr. i en bosættelse ved navn Djade al-Mughara i det moderne Syrien.
Nogle af Çatalhöyüks vægmalerier viser geometriske mønstre, mens andre er figurative scener, der blandt andet forestiller store urokser omkranset af små mænd, der jager, tirrer eller lokker uroksen. Lignende scener findes også med store hjorte.
Et vægmaleri fra et af de såkaldte hellig-huse viser nederst en række former, der kunne tolkes som huse. I midten af billedet findes en aftegning, der er tolket som vulkanen Hasan Dağı, der kan ses fra Çatalhöyük. Er fortolkningerne af dette vægmaleri rigtige, er der tale om verdens første kendte kort, der viser Çatalhöyük's "byplan" sammen med en vulkan. Det er ikke let at tyde det stiliserede maleri, men nogle arkæologer mener ligefrem at kunne se, at "vulkan-figuren" viser en vulkan i udbrud (уt foto af vægmaleriet sammen med Mellaaerts rekonstruktion er vist i en af Ian Hodders artikler).
Et andet vægmaleri viser en mand, der løber (eller danser?), mens han holder en bøjet genstand — måske en bue. En prikket form skal måske forestille et lændeklæde af leopardskind.
Der findes også relieffer af kattelignende dyr, der sandsynligvis skal forestille leoparder. De forekommer ofte i par. Specielle skulpturer viser tyrehoveder fastgjort enten på væggen eller på platforme i husene. Nogle af disse tyrehoveder har siddet på række.
Blandt de berømte fund er en 16,5 centimeter høj statuette af brændt ler, der forestiller en siddende, fed kvinde med armene hvilende på to katteagtige dyr. Hun er lige så korpulent, som det kendes fra den mange tusinde år ældre Venus fra Willendorf-statuette. De to katteagtige dyr har nogle arkæologer tolket som løver, mens andre har fortolket dem som leoparder.
Nogle mener, at statuetten forestiller en kvinde, der er ved at føde. Statuetten med den siddende kvinde er den mest komplekse blandt de mange statuetter, der er fundet. Blandt de mere simple statuetter er en kvindefigur med "hul" i ryggen, der er udfyldt med, hvad der måske skal forestille et korn.
Bosættelsen i Çatalhöyük viser overgangen mellem den yngre stenalders keramikløse periode og den keramiske periode, og der dukker først krukker op i de yngre lag fra omkring 7050 f.Kr. til 6800 f.Kr. Fra begyndelsen har de nok blot været brugt til opbevaring, og først senere (omkring 6.500 f.Kr. til 6.400 f.Kr.) til madlavning. De yngste lag har krukker, der er dekorerede med simpel geometriske mønstre, og på krukkerne fra den endnu yngre vesthøj, Küçük Höyük, ses mere komplicerede geometriske mønstre.

## Landbrug, jagt og fiskeri
Ved Çatalhöyük er der fundet en mængde spor efter planter, og nogle arkæologer er af den overbevisning, at domesticerede planter har udgjort den dominerede del af planteføden. Den vigtigste plante har været emmer (en primitiv hvede), men der er mange andre: enkorn, hvede, ærter, og vild såvel som domesticeret vikke. Der er også fundet et lager af linser. Desuden er der i Çatalhöyük fundet frugter af vilde planter som mandel, agern og pistacie. Nogle arkæobotanikere mener, at folkene i Çatalhöyük har benyttet kornmarker, der lå så langt som ti kilometer væk.
De dyr, som der er fundet flest rester af, er får, kvæg, geder, heste og hunde. Fårene og gederne har for det meste været tamdyr, mens kvæget har været vildt. Heller ikke hestene har været tamme, men er blevet jagtet ligesom hjorte og svin. Foruden jagt har indbyggere fisket og indsamlet fugleæg.
Dexter Perkins Jr., faunaeksperten under Mellaarts udgravning, kom oprindeligt til den konklusion, at kun hunde og kvæg var tæmmet. I så fald ville Çatalhöyük og Anatolien have været det tidligste sted med tamkvæg. Han mente ligefrem at kunne se, at der var tale om vildt kvæg i de ældste lag, mens det var tamformer af kvæget, man fandt i de yngste lag. Perkins' konklusion er nu taget op til revision af de nye faunaeksperter, Louise Martin og Nerissa Russell, der mener, at kvæget i hele perioden har været vildt. Nye analyser tyder på, at det heller ikke længere er sandsynligt, at kvæg har udgjort den primære proteinkilde i indbyggerenes føde, som James Mellaart ellers tidligere har ment.

## Handel?
Et af egnens "råstoffer" var mudder, der blev brugt som det vigtigste byggemateriale. Vulkansk glas, obsidian, er der fundet store mængder af i Çatalhöyük, og en overgang mente arkæologerne, at Çatalhöyük kontrollerede Kappadokiens obsidian. Nogle er gået så vidt som til at mene, at obsidianhandel var den vigtigste indtægtskilde for byen. Kappadokiens obsidian er dog siden fundet ved Eufrat og det sydlige Levanten på steder, der dateres endnu tidligere end Çatalhöyük. Ud fra fysiske eksperimenter (med teknikken energy dispersive X-ray fluorescence) er det lykkedes at spore Çatalhöyüks obsidian tilbage til to lokaliteter i det sydlige Kappadokien, Göllü Dağ og Nenzi Dağ, 190 kilometer nordøst for Çatalhöyük.
De bjælker af fyrretræ og enebær, der i Çatalhöyük har været brugt til husbygning, er også kommet langvejs fra — måske fra Taurusbjergene. Flint er kommet fra Syrien. Ydermere stammer noget af det vildt, der er bragt til Çatalhöyük, fra skovfyldte bjergegne.  Endelig stammer strandskaller fra Middelhavet og kurve fra det Røde Hav — så der har på Çatalhöyüks tid været vareudveksling — måske handel — over store afstande.

## Det sociale liv i Çatalhöyük
Der er ikke særlig stor forskel på størrelsen af husene, hvilket kunne tyde på at samfundet har haft en udtalt grad af lighed.
Desuden er der endnu ikke fundet huse, der viser nogen særlig grad af specialisering, for eksempel værkstedskvarterer med stenhuggeri, pottemageri eller snedkeri.
Heller ikke offentlige pladser, administrative bygninger eller huse for en elite er identificeret.
Det er således ikke særlig sandsynligt, at der har været en central kontrol med for eksempel bygning af huse.
Manglen på specialisering har ført til, at nogle har argumenteret for at Çatalhöyük faktisk slet ikke bør omtales som en "by", men snarere som en forvokset landsby.
Tidligere har arkæologer ment, at Çatalhöyük var et matriarkalsk samfund. Ved de nye udgravninger har man undersøgt, om der skulle være nogen speciel forskel i livsstilen mellem kønnene i Çatalhöyük, og man har ikke kunnet se nogen særlig forskel. Indretningen af husene har ført til, at der indenfor var masser af sod fra ovn og ildsted, der kunne gå i lungerne. Soden kan senere spores på de begravedes ribben, og analyser af kvinders og mænds sodindhold kan ikke vise nogen forskel, som kan begrunde, at kvinder har brugt mere tid indendøre end mænd. Isotop-analyse af knoglerne har heller ikke kunnet sandsynliggøre en forskel på mænds og kvinders kostsammensætning. Ydermere viser placeringen af de dødes grave ingen speciel forskel mellem kønnene.
I de kunstneriske genstande er der dog forskelle: For på de skildringer, hvor det er muligt at se kønnet, viser vægmalerierne hovedsageligt mænd, mens statuetterne viser kvinder. Ian Hodder mener dog, at de arkæologiske rester ikke vidner om hverken et patriarkat eller et matriarkat.
I Çatalhöyüks yngste lag er fundet nogle såkaldte "stempelsegl". Det er ikke hel klart, hvad de har været brugt til, men det kunne være til at afmærke ejerskabet af en genstand, og det er i så fald en antydning af, at ideen om ejendomsret har vundet et vist indpas.
Selv om husene står tæt op mod hinanden, har de ingen fælles vægge. Hver enkel husstand har således været ret uafhængig af naboerne, og hvordan de byggede.
Der er ikke fundet spor efter krige eller vold i Çatalhöyük. Måske har det været et fredsfyldt samfund, eller også har byplanen simpelthen udgjort en uindtagelig fæstning: Når stigerne ved den yderste række af huse var trukket op, var der ingen umiddelbar indgang til byen.
De mange skulpturer af tyrehoveder og de mange statuetter af korpulente — frodige og stærke — kvinder har givet nogen arkæologer anledning til at mene, at det religiøse liv har været centreret om en tyrekult og en kult om "Den store Moder". Et af de fundne kranier har været dekoreret, som det kendes fra andre steder ved Middelhavet, blandt andet Jeriko og Çayönü i Tyrkiet. Dette kunne tyde på en kraniekult.
Ud fra de mange grave med børn må børnedødeligheden have været stor. Knoglerne hos mange børn viser tegn på anæmi, der sandsynligvis skyldes fejlernæring.
Ud fra analyser af tænderne på begravede personer hævder nogle forskere at personerne i den enkelte huse ikke var i nær biologisk familie.

## Betydning
På grund af sin størrelse, arkitektur, vægmalerier og relieffer er Çatalhöyük ofte beskrevet som en "arkæologisk supernova". På et tidspunkt mente nogle, at der var tale om verdens ældste by, den tidligste landbrugsbosættelse og den største bosættelse på sin tid. Jeriko er dog nu anset som den ældste by, og i Tell Abu Hureyra i det nuværende nordlige Syrien er der fundet de ældste spor af begyndende landbrug. I det centrale Anatolien er Çatalhöyük heller ikke det ældste sted med landbrug, da der i Aşıklı Höyük er fundet dyrkede planter fra 8400 f.Kr., men Mellaarts udgravninger fik fravristet den frugtbare halvmåne (Levanten og Mesopotamien) æren for alene at have skabt den neolitiske revolution. Før havde man ikke troet, at Anatolien kunne have været grobund for udviklingen af landbrugssamfund.
De fleste er af den overbevisning, at landbruget kom til Europa via Anatolien. Nogle (som arkæologen Colin Renfrew) går videre og mener, at det indoeuropæiske sprog er udbredt sammen med landbruget, og at indoeuropæernes hjemland skal søges på den anatolske højslette — altså ved Çatalhöyük. Teorien sætter altså Çatalhöyük som ophav til en befolkning, hvis sprog har udbredt sig til størstedelen af Europa og store dele af Asien.

### Çatalhöyük som bosættelse
Det er ikke klart, hvorfor folk begyndte at bosætte sig i Çatalhöyük. Den sædvanlige teori angiver, at mennesket blev fastboende i forbindelse med landbrug, men tolkning af fundene ved bosættelsen Aşıklı peger på, at de fleste fund stammer fra dyr og planter, der ikke har været tæmmet, og at bosættelsen mest har været baseret på en jæger-samler kultur. Så spørgsmålet er, hvorfor jæger-samlere har bosat sig.
Nogle arkæologer mener, at det ikke er "materielle" grunde, men at der var tale om et mentalt skifte.
Det er heller ikke klart, hvorfor Çatalhöyük blev forladt. Nogle arkæologers spekulationer går i retning af, at den hurtige tilbagegang af visse andre bosættelser omkring 6.000 f.Kr. skyldtes miljøødelæggelser på grund af overforbrug af træ til husbygning med kalk. Men denne bygningsteknik er dog ikke brugt i Çatalhöyüks yngste periode.

### Modergudine
Çatalhöyüks statuetter af fede kvinder blev af James Mellaart set som en afbildning af en modergudinde: "Den store Moder". Disse modergudinder blev — sammen med andre europæiske fund — anset for tegn på, at disse tidlige stenaldersamfund ikke var patriarkalske. Arkæologen Marija Gimbutas førte denne teori videre, og i hendes øjne er stenaldersamfund som Çatalhöyük ("Gamle Europa") gudindecentreret, lighedsorienteret og fredsfyldte. De blev afbrudt af en invasion af et patriakalsk, krigerisk, hierarkisk orienteret folk, som Gimbutas identificerer som det indoeuropæiske kurganfolk.
Ideen om en modergudinde i et fredfyldt kvindecentreret samfund har vundet en vis genklang i New Age-bevægelsen, hvor folk rejste til Çatalhöyük på pilgrimsfærd. Således bliver der organiseret goddess tours, hvor Gaia-grupper, økofeminister og Goddess New Age-rejsende kommer til Çatalhöyük for at bede og danse i cirkler. Nogle af disse besøgende har været åbenlyst vrede over, at Ian Hodder og hans hold har sat spørgsmålstegn ved de feministiske tolkninger.

## Museum
Stedet er åbent for turister, der kan se kopier af fundene i et mindre museumsrum, bygget ved siden af højen. Der er information på både tyrkisk og engelsk. Man kan komme ind i en rekonstruktion af et hus, og endelig kan noget af udgravningen ses under en stor overdækning. De fleste originale genstande fra fundområdet findes nu i Ankaras Museum for Anatolske Civilisationer.
Stedet får ikke så mange besøg af turister som for eksempel Konyas Mevlanamuseum.
Interessen for Çatalhöyük er dog stigende, og omkring 2007 var omkring 13.000 besøgende til Çatalhöyük hvert år.
I slutningen af 2007 besøgte prins Charles og hertuginde Camilla af Cornwall både Çatalhöyük og Mevlana Museum.
Çatalhöyük var i flere år på Tyrkiets ansøgningsliste til UNESCO's Verdensarvsliste, og blev optaget i 2012.

### Video
- "Yezidism", "Çatalhöyük", YouTube, 2. februar 2007. En serie still-billeder fra de arkæologiske udgravninger.
- Eva Bosch, "Çatalhöyük. Light and shadow on a city 9000 years old", YouTube. En længere serie still-billeder fra Çatalhöyük, særligt fra det rekonstruerede hus.
- "turizmturkiye", "Çatalhöyük", YouTube, 5 oktober 2007. En række still-billeder fra Çatalhöyük og museet i Ankara.
- "ibocompany" , "Çatalhöyük", YouTube. En kort video med en computerskabt rekonstruktion af en del af byen.